# Cerro del Mirador (Nuevo León)
El Cerro del Mirador; antiguamente llamado “Cerro del Caído”, es una montaña en los municipios de Monterrey y San Pedro Garza García; estado de Nuevo León, México. La montaña forma parte de la Sierra Madre Oriental y del parque nacional Cumbres de Monterrey. La cima está a 1,135 metros sobre el nivel del mar. El Cerro del Mirador tiene aproximadamente 3.8 km de longitud y está rodeado por la Loma Larga, el Cerro de Chipinque, y el arroyo San Agustín (Que en el municipio de Monterrey toma el nombre “Arroyo Seco”), está completamente rodeado por la Zona Metropolitana de Monterrey y en sus faldas se encuentra la zona Valle Oriente.

## Historia
El general Bernardo Reyes; siendo gobernador de Nuevo León, sufría con el calor en Monterrey, por lo que ordenó la construcción de una serie de casas en la cima del cerro del Caído, que luego fue llamado Cerro del Mirador precisamente porque permite ver gran parte de Monterrey. El escritor Alfonso Reyes narra en sus memorias su infancia en el Cerro del Mirador y las casas que su padre ordenó construir:
“Los niños de las tres familias que ocupábamos el Mirador pasábamos el día improvisando fiestas, componiendo comedias, inventando disfraces y cuadros teatrales. Por las noches, a la luna, salíamos a bailar a los pastos, duendes de balada germánica. Abajo, la ciudad temblaba de luces como un cofre de diamantes.”
“En los días de niebla no nos era posible salir a nuestras exploraciones por la montaña, a bautizar sitios con nuestros nombres, a descubrir bosquecillos, a clavar banderolas para señalar las zonas conquistadas. Entonces nos quedábamos por los corredores, las terrazas, los pastos, casi ciegos y gozando con la sorpresa del encuentro.”
Las casas en donde habitó el escritor aún permanecen en pie, aunque deterioradas. Años después, algunas casas fueron utilizadas como leprosario y actualmente se usan como locación para fotografías.
A lo largo de la cresta, y en la cima se encuentran varias antenas de Televisa, Multimedios, TV Azteca y MVS Comunicaciones. Las antenas y sus balizas de señalización de obstáculos fijos le dan notoriedad al Cerro del Mirador; tanto de día como de noche, sobre la Zona Metropolitana de Monterrey.

## Deportes de Montaña
El Cerro del Mirador es popular para practicar deportes de montaña como senderismo, carrera de montaña y ciclismo de montaña. Hay varias rutas: entrando por San Agustín, Privanzas, Avenida Fundadores (Ahora Avenida Eugenio Garza Lagüera), Lomas de Montecristo y Avenida Florencia.